# Крахуље
Крахуље (слч. Krahule) насељено је мјесто са административним статусом сеоске општине (слч. obec) у округу Жјар на Хрону, у Банскобистричком крају, Словачка Република.

## Становништво
| Година:    | 1994. | 2004.   | 2014.    | 2024.    |
| ---------- | ----- | ------- | -------- | -------- |
| Број људи: | 150   | 155     | 192      | 253      |
| Разлика:   |       | +3,33 % | +23,87 % | +31,77 % |

| Година:    | 2023. | 2024.   |
| ---------- | ----- | ------- |
| Број људи: | 259   | 253     |
| Разлика:   |       | -2,31 % |

Према подацима о броју становника из 2011. године насеље је имало 198 становника. У насељу живи око 32% Њемаца.